# Flora y fauna de Nepal

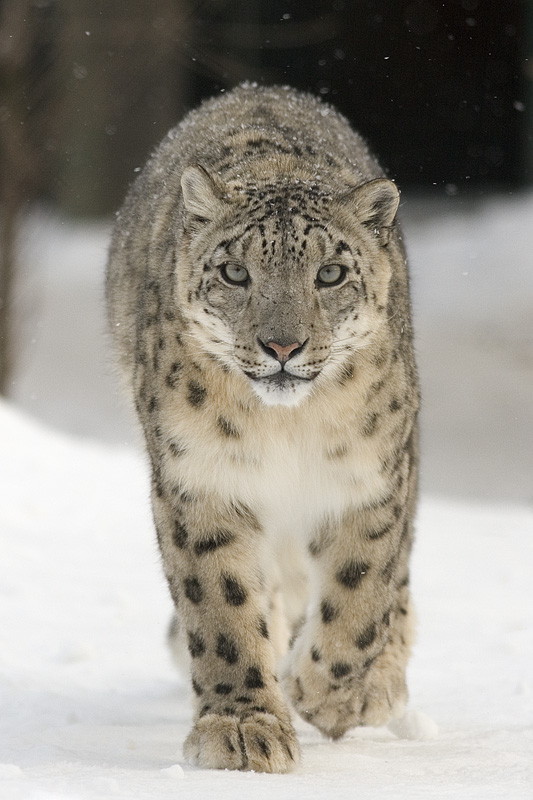
Un Leopardo De Las Nieves

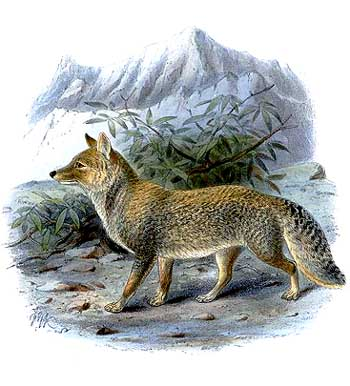
El zorro tibetano

Los animales son una característica notable de Nepal. Debido a la variedad climática, desde clima tropical ártico, Nepal cuenta con una amplia variedad de vida salvaje. Gracias a esto el país recibe una de sus principales afluencias de turismo. Algunas especies son únicas de Nepal, como el turdoide nepalés, ave que se encuentra únicamente en las altitudes medias del Himalaya[quote]. También cuenta con grandes números de rhododendron, una especie de flor. Nepal ha establecido diversos Parques Nacionales y reservas para proteger su fauna. Nepal reúne una gran biodiversidad con ecorregiones principalmente montañosas, sabana y praderas del terai (al pie de las montañas), así como la ecorregión del Lago Rara (el mayor lago de Nepal, con 10 km² de superficie), el cual tiene varias especies endémicas.

## Protección reglamentaria
Desde 1973 Nepal viene estableciendo numerosos parques y reservas nacionales, con el objeto de proteger la diversidad de su fauna. Hay cuatro «tipos» diferentes a la hora de protección, que van desde reservas naturales y parques nacionales hasta predios de cacería salvaje. Hacia 1992 Nepal ya había establecido siete parques nacionales, cubriendo en total más de 893 200 hectáreas de tierra. Bajo estas categorías, hasta 2002 había 23 áreas protegidas: nueve parques nacionales, tres reservas naturales, tres áreas de conservación, una reserva de caza, tres áreas pantanosas (Ramsar), y cuatro patrimonios de la humanidad adicionales. De estos últimos, los más reconocidos son el Parque Nacional de Sagamartha y el Parque Nacional de Royal Chiwhan. Además, el valle de Katmandú, otro patrimonio de la humanidad, también cubre territorio con cantidad significativa de biodiversidad.

## Fauna

### Mamíferos
Hay 208 especies de mamíferos que están informadas, incluyendo 28 especies fuera de los límites de las áreas protegidas (pero excluyendo cuatro especies ya extintas). Entre los varias especies mamíferas en Nepal, son notables el zorro de bengala, el tigre de bengala, la pantera nebulosa, el zorro corsac, el rinoceronte indio, elefante asiático, el gato jaspeado, el pangolín, el panda rojo, el leopardo de nieve, el zorro tibetano y el lobo tibetano. Algunos de estos, incluyendo el internacionalmente reconocido leopardo de nieve, se encuentran amenazados de extinción.

### Reptiles
Hay varios tipos diferentes de reptiles autóctonos del país, desde víboras de fosa hasta lagartos. Algunos de los ejemplos más prominentes son el varano de bengala, la víbora del himalaya (una víbora de fosa que se encuentra en la ladera sur del Himalaya), la tortuga elongada, y el varanus amarillo. Aunque algunas de las mencionadas se encuentran en otros lugares del sudeste asiático, hay unas cuantas especies de reptiles únicas del país
como la víbora Sah de fosa de bambú (Trimeresurus karanshahi) y la víbora de fosa tibetana (Gloydius strauchi).

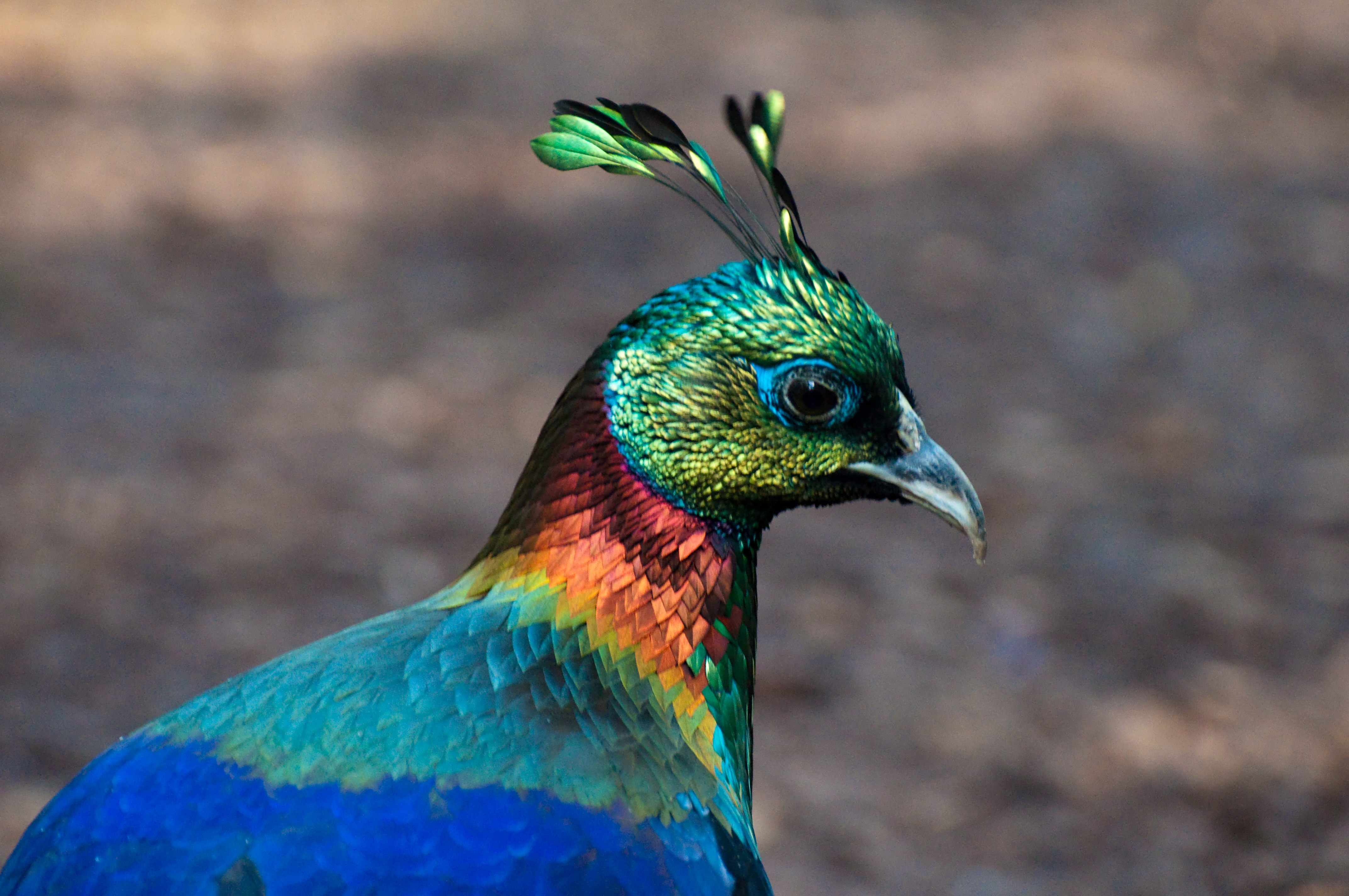
El Danphe es el pájaro nacional de Nepal.

### Avifauna
Hay aproximadamente 27 Áreas importantes para la conservación de las aves en el país. Más de 900 especies de aves (desde 2012) están catalogadas en Nepal, de las cuales 30 están mundialmente en peligro, una es especie endémica y una es especie introducida. El danphe, el ave nacional, es un tipo de faisán. Además, hay ocho especies de cigüeña, otras cinco especies de faisán, seis minivets, diecisiete diferentes cucos y treinta monarchidae El turdoide nepalés es la única especie endémica de Nepal.

## Flora

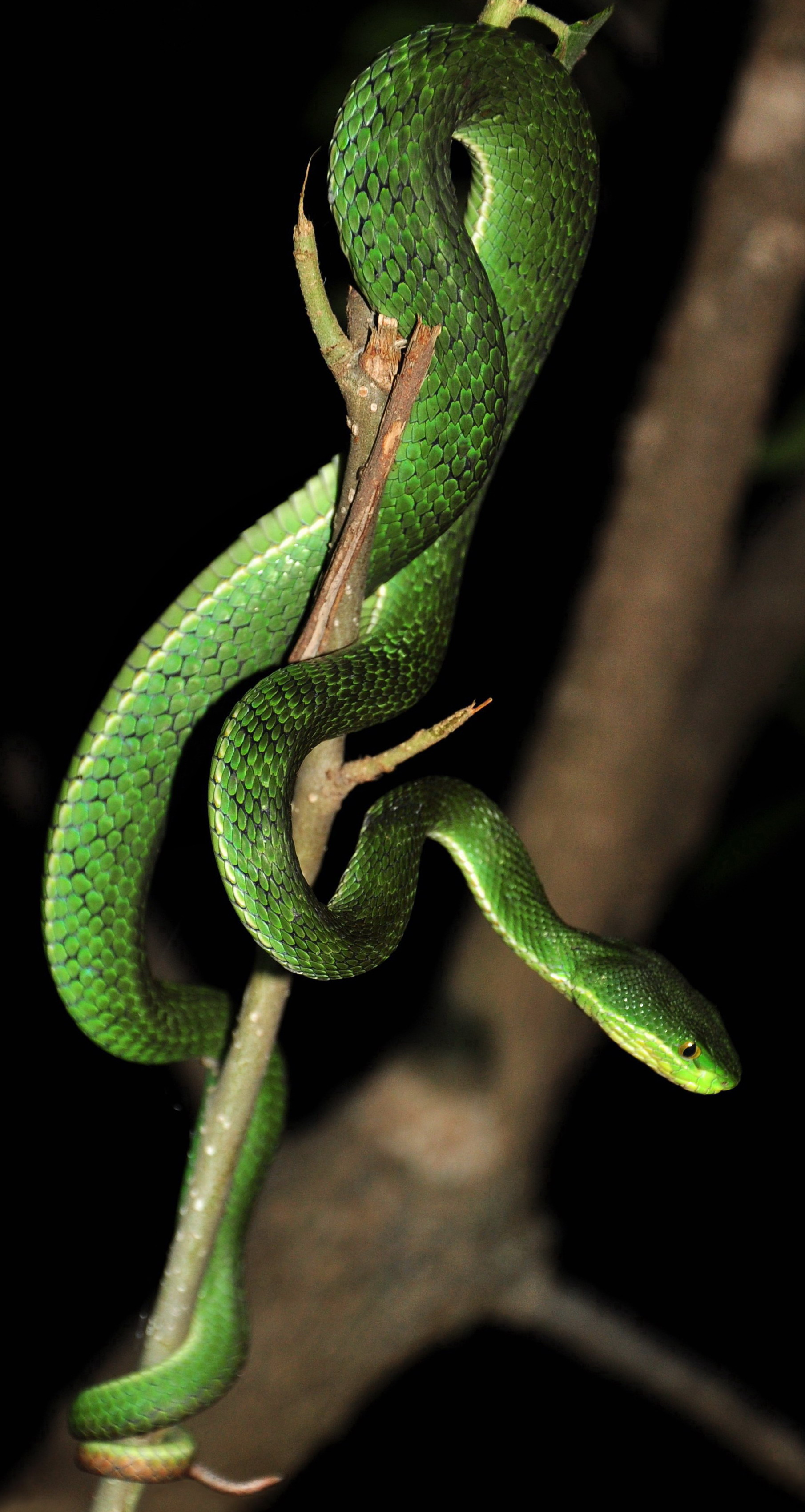
Víbora verde de labios blancos del Himalaya.

Investigaciones realizadas a fines de la década de 1970 y comienzos de los 1980 documentaron 5067 especies de las cuales 5041 era angiospermas y las 26 especies restantes eran gimnospermas. El área de Terai cuenta con bambú y palmeras. Plantas notables incluyen la angélica, Meconopsis villosa y Polygonum affine. Aun así, según la lista ICOMOS (de 2006) en los sitios protegidos hay 2532 especies de plantas vasculares bajo 1034 géneros y 199 familias. La variación de las cifras se atribuye al inadecuado archivo de los estudios.

### Flor nacional
La flor un símbolo nacional y es parte del culto religioso del país. Simboliza «la soberanía del pueblo y la unidad nacional» y «refleja el espíritu de Lok tantra (república) marcada por la inclusividad e igualdad de género». También se utiliza en medicina tradicional para tratar la disentería.

## Fauna protegida
Hay 38 especie de vida salvaje protegidas, en las cuales el 50 % de las aves están en diversos estados de riesgo.